# موشه دایان
موشه دایان (به عبری: משה דיין) (به انگلیسی: Moshe Dayan) (۲۰ مه ۱۹۱۵ – ۱۶ اکتبر ۱۹۸۱) یکی از مشهورترین فرماندهان نظامی نیروهای دفاعی اسرائیل و بعدها سیاستمدار اسرائیلی بود. او در بین سال‌های ۱۹۵۳ تا ۱۹۵۸، فرماندهی ستاد کل فرماندهی و عملیات نیروهای دفاعی اسرائیل را برعهده داشت و چهارمین ژنرال اسرائیلی در این مقام بود.

## اوایل زندگی
موشه دایان در ۲۰ مه ۱۹۱۵ در کیبوتص دگانیا آلف، نزدیک دریاچه جلیله در فلسطین، در آنچه که در آن زمان سوریه عثمانی در امپراتوری عثمانی بود، متولد شد. او یکی از سه فرزند شموئل و دبورا دایان، مهاجران یهودی اوکراینی از ژاشکیو بود. کیبوتص دگانیا آلف، با ۱۱ عضو، اولین کیبوتص بود و بعداً بخشی از دولت اسرائیل شد.
دایان دومین فرزندی بود که در دگانیا متولد شد، پس از گیدئون باراتز (۱۹۱۳–۱۹۸۸)او موشه نام گرفت به افتخار موشه بارسکی، اولین عضو دگانیا که در یک حمله عرب کشته شد و هنگام آوردن دارو برای پدر دایان جان باخت. کمی بعد، خانواده دایان به ناهالال، اولین موشاو یا شرکت کشاورزی که تأسیس شده بود، نقل مکان کردند. دایان در آنجا در مدرسه کشاورزی تحصیل کرد.
او به زبان‌های عبری، عربی و انگلیسی تسلط داشت.

## عضویت در هگانا و جنگ جهانی دوم

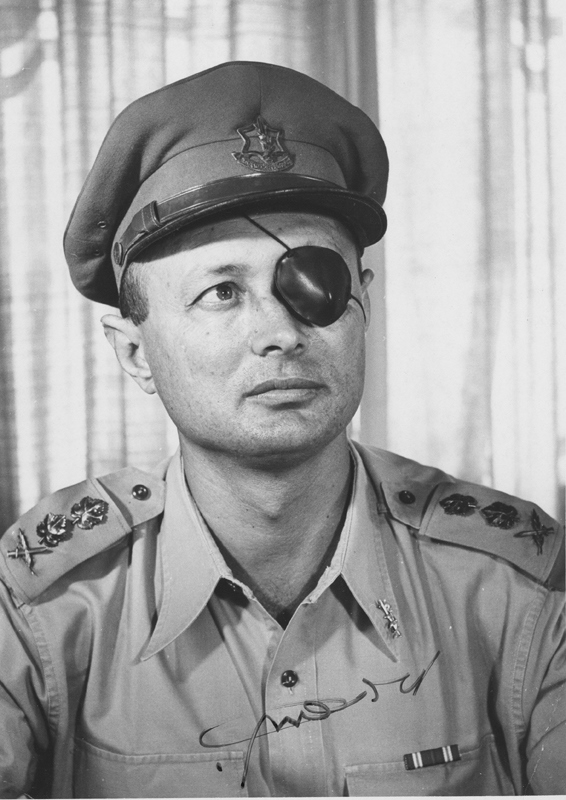
موشه دایان، رئیس ستاد کل

موشه دایان در سن ۱۴ سالگی به سازمان هگانا پیوست. ده سال پس از پیوستنش به هگانا توسط نیروهای انگلیسی دستگیر شد و دو سال را در زندان انگلیسی‌ها گذراند. نهایتاً در فوریه سال ۱۹۴۱ میلادی آزاد شد و به همراه سازمان هگانا به جنگ علیه آلمان نازی در طول جنگ جهانی دوم پرداخت. موشه دایان در جنگ عرب‌ها و اسرائیل در اثر برخورد گلوله به شیشه دوربینی که در حال نگاه کردن ازآن به مواضع دشمن بود، چشم چپش را از دست داد. بعدها چهره‌اش همراه با چشم‌بند (Eyepatch) شناخته تر شد.

## جنگ استقلال
پس از پایان قیومیت بریتانیا بر فلسطین و اعلام استقلال کشور اسرائیل در سال ۱۹۴۸ و آغاز جنگ استقلال اسرائیل میان کشورهای عربی و کشور تازه تأسیس اسرائیل، مسئولیت نگهداری از منطقه استراتژیک دره اردن به وی و نیروهای تحت امرش واگذار شد. با نشان دادن قابلیت‌های فرماندهی در طول جنگ، توانست نظر فرماندهان ارشد نیروهای دفاعی اسرائیل را به خود جلب کند، به طوریکه مسئولیت‌های مهم دیگر و فرماندهی یگان‌های بیشتری در طول جنگ استقلال به وی واگذار شد.

## چشم‌بند
در ۷ ژوئن ۱۹۴۱، شب قبل از تهاجم در کارزار سوریه-لبنان، واحد دایان از مرز عبور کرد و دو پل بر روی رود لیتانی را به کنترل خود درآورد. در آن زمان، دایان تحت فرماندهی سر هنری مایتلند ویلسون، سرلشکر بریتانیایی قرار داشت.هنگامی که طبق انتظار، در ساعت ۴ صبح ۸ ژوئن، واحد آنها تعویض نشد، واحد متوجه شد که در معرض حمله احتمالی قرار دارد و به ابتکار خود، یک پاسگاه پلیس ویشی را که در نزدیکی آنها بود، مورد حمله قرار داد و آن را تصرف کرد. چند ساعت بعد، در حالی که دایان بر روی بام ساختمان ایستاده بود و با دوربین دوچشمی، مواضع نیروهای ویشی فرانسه را در آن سوی رود زیر نظر داشت، یک تک‌تیرانداز فرانسوی از فاصله‌ای حدود چند صد یاردی به دوربین دوچشمی شلیک کرد و ترکش‌های فلزی و شیشه‌ای به چشم چپ او برخورد کرد و آسیب شدیدی به آن وارد کرد. شش ساعت گذشت تا اینکه او را تخلیه کردند. دایان چشم خود را از دست داد. علاوه بر این، آسیب وارده به عضلات خارج چشمی به حدی بود که دایان نمی‌توانست از چشم مصنوعی استفاده کند و مجبور شد از همان چشم‌بند سیاه استفاده کند که به نشان او تبدیل شد.
نامه‌هایی که از آن دوران برجای مانده نشان می‌دهد که دایان با وجود از دست دادن چشم چپ و آسیب‌های جدی به ناحیه اطراف چشم، همچنان از ویلسون درخواست کرد که او را دوباره به میدان نبرد بازگرداند. او همچنین در سال ۱۹۴۷ تحت عمل جراحی چشم در بیمارستانی در پاریس قرار گرفت که ناموفق بود.
در سال‌های بلافاصله پس از آن، این معلولیت برای او رنج روانی زیادی به همراه داشت.دایان در خودزندگی‌نامه خود نوشت: «من با نگرانی‌های زیادی دربارهٔ آینده‌ام به عنوان یک معلول که فاقد مهارت، حرفه یا تخصصی برای تأمین زندگی خانواده‌ام بودم، فکر می‌کردم.» او اضافه کرد که «آماده بودم هر تلاشی را انجام دهم و هر رنجی را تحمل کنم، فقط اگر می‌توانستم از چشم‌بند سیاه خلاص شوم. توجهی که جلب می‌کرد برایم غیرقابل تحمل بود. ترجیح می‌دادم خودم را در خانه حبس کنم و هر کاری انجام دهم، اما با واکنش‌های مردم مواجه نشوم.»

## جایزه صلح نوبل
نام دایان در سال ۱۹۷۱ در لیست نامزدهای جایزه صلح نوبل قرار گرفت، اما ویلی برانت صدراعظم وقت آلمان برنده این جایزه شد، بعدها در سال ۱۹۷۸ نیز نامزد این جایزه شد و طبق گمانه‌ها می‌توانست برنده این جایزه باشد اما با بیان موقعیت فعلی اسرائیل گفت که در این شرایط خواهان این جایزه نیست و از لیست نامزدهای صلح نوبل کناره‌گیری کرد.

## تخریب مساجد و مسجد نبی حسین
در سال ۱۹۵۰ برخی از مساجد و مسجد نبی حسین در شهر عسقلان بدستور وی تخریب گردید. این بنا که به عقیده برخی از شیعیان و محل دفن راس الحسین بوده است مورد توجه و زیارت همه مسلمانان قرار داشت و به‌دلیل قدمت بالای آن که به قرن ۱۱ میلادی بازمی‌گشت از آثار باستانی فلسطین نیز به‌شمار می‌رفت. راز کلتر (Raz Kletter) باستان‌شناس یهودی می‌گوید که این بنا چنان تخریب گردید که حتی یک سنگ هم از آن باقی نماند.

## فرماندهی ستاد کل ارتش اسرائیل

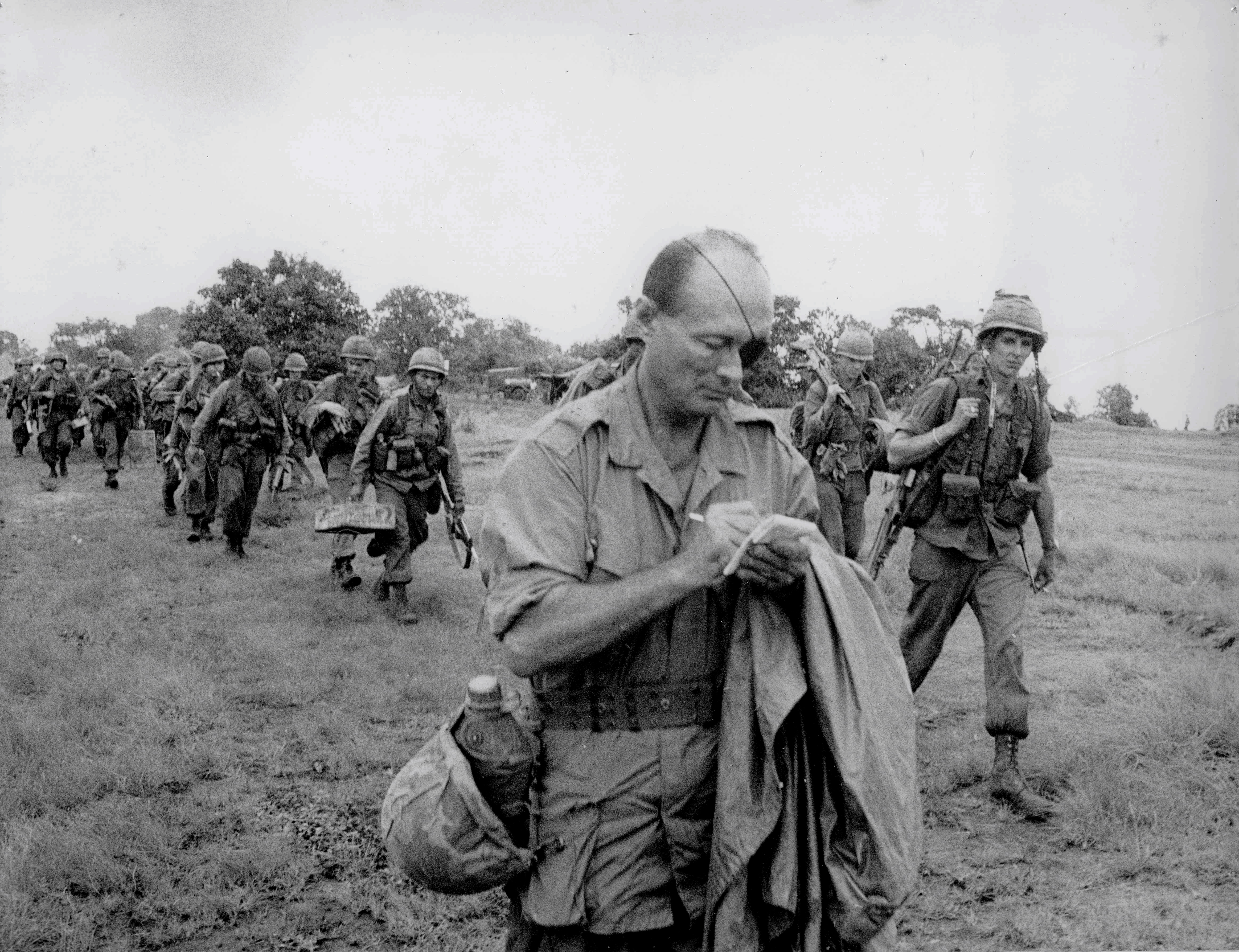
نگاره‌ای به تاریخ ۱ اوت ۱۹۶۹ میلادی از یادداشت‌برداری ژنرال موشه دایان در خط مقدم جنگ ویتنام. ژنرال دایان برای یادگیری چگونگی مقابله با جنگ‌های نامنظم چریکی به خط مقدم جنگ ویتنام سفر کرده بود.

نگاه بسیار مثبت داوید بن گوریون اولین نخست‌وزیر اسرائیل به موشه دایان و شیمون پرز (که بعدها نخست‌وزیر و رئیس‌جمهور اسرائیل شد)، باعث شد تا پله‌های ترقی در حیطه درجات نظامی را به سرعت طی کنند، تا نهایتاً موشه دایان در سال ۱۹۵۳ میلادی، به بالاترین درجه نظامی (راو آلوف) در ارتش اسرائیل دست یافت و تا سال ۱۹۵۸ میلادی، فرماندهی ستاد کل نیروهای دفاعی اسرائیل را عهده‌دار شد.
در دوران جنگ کانال سوئز در سال ۱۹۵۶، فرماندهی جنگ را در مقام فرماندهی ستاد کل فرماندهی و عملیات نیروهای دفاعی اسرائیل خود شخصاً برعهده گرفت که نهایتاً منجر به پیروزی نظامی اسرائیل شد.

## جنگ شش روزه
موشه دایان پس از کناره‌گیری از زندگی سیاسی، برای مشاهده نزدیک جنگ مدرن، به پوشش جنگ ویتنام پرداخت. علاوه بر این، او به عنوان ناظر همراه با اعضای سپاه تفنگداران دریایی ایالات متحده آمریکا در گشت زنی بود. اگرچه دایان در بیشتر برنامه‌ریزی‌ها قبل از جنگ شش روزه ژوئن ۱۹۶۷ شرکت نداشت، اما شخصاً نظارت بر تصرف شرق اورشلیم را در طول جنگ ۵ تا ۷ ژوئن بر عهده داشت. در سال‌های پس از جنگ، دایان از محبوبیت زیادی در اسرائیل برخوردار بود و به‌طور گسترده‌ای به عنوان یک نخست‌وزیر بالقوه مورد توجه بود. در این زمان، دایان رهبر جناح تندرو در دولت کارگر بود و با بازگشت به مرزهای پیش از ۱۹۶۷ اسرائیل مخالف بود. او یک بار گفت که شرم‌الشیخ (شهری مصری در لبه جنوبی شبه‌جزیره سینا که بر مسیر دریایی اسرائیل به دریای سرخ از طریق خلیج عقبه نظارت دارد) را بدون صلح، به صلح بدون شرم‌الشیخ ترجیح می‌دهد. او بعدها در دوران حرفه‌ای خود این دیدگاه‌ها را تعدیل کرد و نقش مهمی در توافق صلح نهایی بین اسرائیل و مصر ایفا نمود.
موکی تسر، رهبر دیرینه جنبش کیبوتص متحد، ادعای دایان را رد کرد و گفت: «قطعاً مباحثاتی دربارهٔ رفتن به بلندی‌های جولان یا نرفتن به آنجا وجود داشت، اما این مباحثات دربارهٔ امنیت کیبوتص‌ها در جلیل بود.» او افزود: «فکر می‌کنم خود دایان تمایلی به رفتن به بلندی‌های جولان نداشت. این چیزی است که ما سال‌ها می‌دانستیم. اما هیچ کیبوتصی از فتح بلندی‌های جولان زمینی به دست نیاورد. کسانی که به آنجا رفتند، خودشان رفتند. توهین است که بگوییم کیبوتص‌ها زمین می‌خواستند.»
دربارهٔ اظهارات دایان، مایکل اورِن، سفیر اسرائیل در ایالات متحده آمریکا گفته است:
در ادعای دایان عنصری از حقیقت وجود دارد، اما مهم است که توجه داشته باشیم که اسرائیل مناطق غیرنظامی در شمال را ۱۹۷بخشی از قلمرو حاکمیت خود می‌دانست و حق کشت و زرع در آنها را برای خود محفوظ می‌دانست - حقی که سوریه به‌طور مداوم با زور با آن مخالفت می‌کرد. سوریه همچنین تلاش می‌کرد قبل از اینکه رود اردن وارد اسرائیل شود، از آن بهره‌برداری کند و آن را به عنوان منبع آب مورد استفاده قرار دهد. سوریه همچنین به‌طور فعال از حملات تروریستی فلسطینی‌ها علیه اسرائیل حمایت می‌کرد. اسرائیل گاه و بیگاه از حوادثی که در مناطق غیرنظامی رخ می‌داد، برای ضربه زدن به پروژه انحراف آب سوریه و مجازات آنها به دلیل حمایت از تروریسم استفاده می‌کرد. همچنین باید اظهارات دایان را در زمینه عضویت او در اپوزیسیون در آن زمان در نظر گرفت. نگرش او نسبت به سوری‌ها پس از اینکه وزیر دفاع شد، به‌طور چشمگیری تغییر کرد. در واقع، در ۸ ژوئن ۱۹۶۷، دایان با دور زدن هر دو نخست‌وزیر و رئیس ستاد کل، به ارتش اسرائیل دستور داد تا به بلندی‌های جولان حمله کرده و آن را تصرف کند.
در سال ۱۹۶۷ و جنگ شش روزه وی مقام وزارت دفاع اسرائیل را عهده‌دار بود و دستورها و پیش‌بینی‌های وی در طول جنگ شش روزه عامل مهمی در پیروزی نیروهای دفاعی اسرائیل بر ارتش‌های چند کشور عربی بود. اسرائیل در پایان جنگ شش روزه، نوار غزه، صحرای سینا، کرانه باختری رود اردن (شامل اورشلیم شرقی) و بلندی‌های گولان را تصرف کرد. در کل با پیروزی‌های به‌دست آمده و سرزمین‌های به غنیمت گرفته شده، مساحت اسرائیل ۳ برابر افزایش یافت.

## جنگ یوم کیپور
پس از مرگ لوی اشکول و انتخاب شدن گلدا مایر به مقام نخست‌وزیری اسرائیل، در سال ۱۹۷۳، موشه دایان همچنان در سمت وزیر دفاع اسرائیل باقی‌ماند.
او هنوز در آن پست بود که جنگ یوم کیپور در ۶ اکتبر ۱۹۷۳ برای اسرائیل فاجعه‌بار آغاز شد. دایان به عنوان بالاترین مقام مسئول برنامه‌ریزی نظامی، ممکن است بخشی از مسئولیت را برای غفلت رهبری اسرائیل از نشانه‌های پیش‌روی جنگ بر عهده داشته باشد. در ساعات پیش از جنگ، دایان تصمیم نگرفت که بسیج کامل یا حمله پیش‌دستانه‌ای علیه مصری‌ها و سوری‌ها انجام دهد.او فرض کرد که اسرائیل حتی اگر اعراب حمله کنند، به راحتی می‌تواند پیروز شود و مهم‌تر از آن، نمی‌خواست اسرائیل به عنوان متجاوز به نظر برسد، زیرا این کار قطعاً حمایت ارزشمند ایالات متحده را از دست می‌داد (که بعداً یک پل هوایی عظیم برای تجهیز مجدد اسرائیل برقرار کرد).
پس از شکست‌های سنگین دو روز اول، دیدگاه‌های دایان به‌طور اساسی تغییر کرد؛ او نزدیک بود که «سقوط سومین معبد» را در یک کنفرانس خبری اعلام کند، اما گلدا مئیر به او دستور داد که سکوت کند.
دایان در آغاز جنگ، گزینه‌هایی را پیشنهاد کرد، از جمله برنامه‌ای برای عقب‌نشینی به کوه‌های میتله در سینا و عقب‌نشینی کامل از بلندی‌های جولان برای نبرد در اردن، که اصول راهبردی اصلی دکترین جنگی اسرائیل را کنار می‌گذاشت که می‌گوید جنگ باید هر چه سریع‌تر به قلمرو دشمن کشانده شود. دیوید العازار، رئیس ستاد کل، با این برنامه‌ها مخالفت کرد و ثابت شد که حق با اوست. اسرائیل از خطوط دفاعی مصری در جبهه سینا عبور کرد، از کانال سوئز گذشت و ارتش سوم مصر را محاصره کرد. اسرائیل همچنین در جبهه سوری ضد حمله کرد، نیروهای اردنی و عراقی را عقب راند و حومه دمشق را گلوله‌باران کرد. اگرچه جنگ با پیروزی اسرائیل پایان یافت، اما حمله اعراب تصویر شکست‌ناپذیری اسرائیل را نابود کرد و در نهایت منجر به پیمان صلح مصر و اسرائیل و خروج نیروهای اسرائیلی از تمام سرزمین‌های مصری شد.
اما با غافلگیر شدن اسرائیل در حمله ناگهانی اعراب و اصرار موشه دایان مبنی بر تدافعی نگاه داشتن آرایش نیروهای ارتش اسرائیل در مقابله با اعراب، باعث شد تا در دو روز اول جنگ، نتیجه جنگ به نفع و پیشروی اعراب منجر شود. اما با تغییر استراتژی و دکترین نظامی اسرائیل مبنی بر «کشاندن جنگ به خاک دشمن»، اسرائیل خطوط مقدم ارتش مصر در صحرای سینا را درهم شکست و سپس با پیش روی گذاشتن کانال سوئز و نابودی کامل ارتش سوم مصر، به جبهه سوریه پاتکی نظامی زد و با موفقیت نیروهای ارتش اردن، سوریه و عراق را درهم کوبید و تا حومه دمشق را تا پایان جنگ گلوله‌باران می‌کرد.

## وزیر امورخارجه
طبق گفته کسانی که او را می‌شناختند، جنگ او را به شدت افسرده کرد. او برای مدتی از صحنه سیاسی کنار رفت. در سال ۱۹۷۷، با وجود اینکه دوباره به عنوان نماینده کنست از ائتلاف انتخاب شده بود، پیشنهاد مناخم بگین، نخست‌وزیر جدید از حزب لیکود را برای تصدی وزارت امور خارجه پذیرفت. او از ائتلاف اخراج شد و به عنوان نماینده مستقل در کنست باقی ماند. دایان به عنوان وزیر امور خارجه در دولت بگین، نقش مهمی در تهیه پیش‌نویس توافق‌نامه کمپ دیوید، یک توافق صلح با مصر داشت. دایان در اکتبر ۱۹۷۹ از سمتش استعفا داد، زیرا با بگین بر سر این موضوع که آیا سرزمین‌های فلسطینی یک مسئله داخلی اسرائیل است یا خیر، اختلاف نظر داشت (پیمان کمپ دیوید شامل مفادی برای مذاکرات آینده با فلسطینی‌ها بود؛ بگین که از این ایده خوشش نمی‌آمد، دایان را مسئول تیم مذاکره‌کننده قرار نداد). او در سال ۱۹۸۱ یک حزب جدید به نام تلم را بنیان نهاد.
با وجود پیروزی در انتخابات کنست (پارلمان اسرائیل)، پیشنهاد مناخیم بگین، نخست‌وزیر وقت اسرائیل از حزب لیکود را مبنی بر قبول مقام وزارت خارجه اسرائیل را در سال ۱۹۷۷ میلادی پذیرفت.
نقش وی در مقام وزیر خارجه اسرائیل در تدوین پیمان صلح کمپ دیوید در تاریخ ۱۷ سپتامبر ۱۹۷۸ و عقد اولین پیمان صلح میان طرفین جنگ اعراب و اسرائیل بود که به صلح میان مصر و اسرائیل انجامید، بسیار حایز اهمیت است.

موشه دایان و عزر وایزمن در کمپ دیوید - ۱۹۷۸

## مرگ و میراث
حزب تلم در انتخابات سال ۱۹۸۱ دو کرسی کسب کرد، اما دایان اندکی پس از آن در تل‌آویو بر اثر حمله قلبی درگذشت. او از سال ۱۹۸۰ به دلیل سرطان روده بزرگ که همان سال تشخیص داده شد، بیمار بود. او در ناحل عوز، روستا-تعاونی‌ای که در آن بزرگ شده بود، به خاک سپرده شد. پس از مرگ او، لوباویچر رببی، خاخام مناحم م. اشنیرسون، ترتیب داد که مراسم یادبود یک ساله قدیش به افتخار دایان برگزار شود. دایان اموال شخصی خود را به محافظ شخصی خود بخشید. در سال ۲۰۰۵، چشم‌بند او با قیمت پایه ۷۵٬۰۰۰ دلار در ای‌بی به فروش گذاشته شد.
دایان شخصیتی پیچیده داشت؛ نظرات او هرگز کاملاً سیاه و سفید نبودند. او دوستان نزدیک کمی داشت؛ درخشش ذهنی و جذبه او با بدبینی و عدم خودداری همراه بود. آریل شارون دربارهٔ دایان چنین گفت:

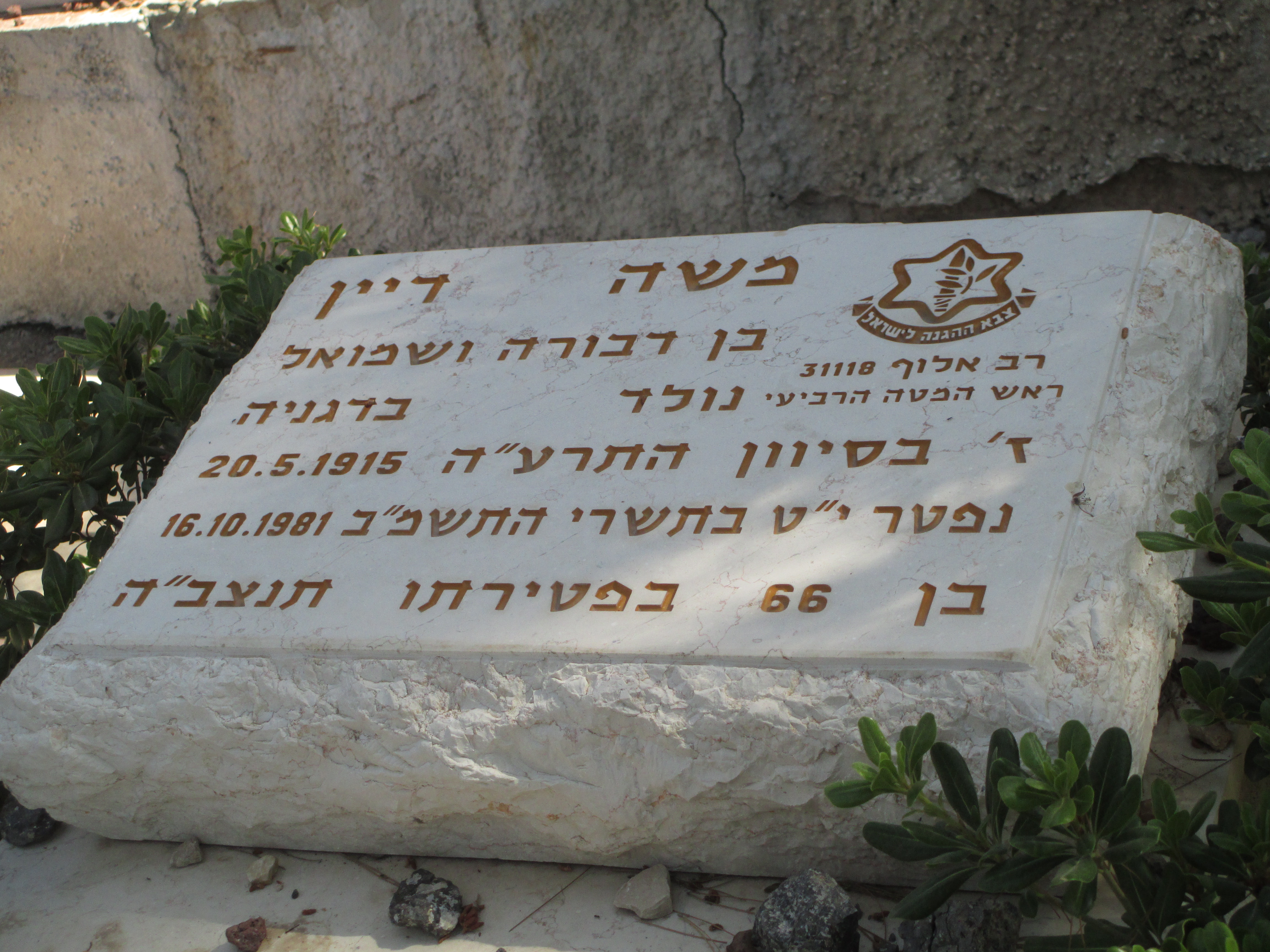
سنگ‌قبر موشه دایان در شهرک اسرائیلی نحلل.

او با صد ایده بیدار می‌شد. از میان آنها نود و پنج ایده خطرناک بود؛ سه ایده دیگر نیز باید رد می‌شد؛ اما دو ایده باقیمانده عالی بودند.
او شجاعتی دیوانه‌وار داشت، و همچنین گاهی بی‌مسئولیتی خود را نشان می‌داد. نمی‌توانم همین را دربارهٔ شجاعت مدنی او بگویم. یک بار بن گوریون از من پرسید که چه فکر می‌کنم دربارهٔ تصمیمش برای انتصاب دایان به عنوان وزیر کشاورزی در دولتش. گفتم که مهم است دایان در هر دولتی حضور داشته باشد به خاطر ذهن درخشانش - اما هرگز به عنوان نخست‌وزیر. بن گوریون پرسید: "چرا نه به عنوان نخست وزیر؟" من پاسخ دادم: "چون مسئولیت‌پذیر نیست."
در سال ۱۹۶۹، در سخنرانی برای دانشجویان در دانشگاه تکنیون در حیفا، دایان از این واقعیت ابراز تأسف کرد که دانشجویان با روستاهای عربی که زمانی در این سرزمین وجود داشت، آشنا نیستند: «ما به این سرزمین آمدیم که قبلاً توسط اعراب جمعیت شده بود، و ما در حال تأسیس یک دولت یهودی در اینجا هستیم. در مناطق زیادی از کشور ما زمین‌ها را از اعراب خریدیم. روستاهای یهودی به جای روستاهای عربی ساخته شدند. شما حتی نام این روستاهای عربی را نمی‌دانید و من شما را سرزنش نمی‌کنم.»
دایان یک هویت سکولار کیبوتص‌نشین و واقع‌گرایی را با عشقی عمیق و ارزشی والا برای مردم یهودی و سرزمین اسرائیل ترکیب کرد - اما نه یک هویت دینی. در خاطره‌ای، پس از اینکه کمی پس از آزادی اورشلیم در سال ۱۹۶۷، خیل عظیمی از خاخام‌ها را بر فراز کوه معبد دید، پرسید: «این چیست؟ واتیکان؟» دایان بعدها دستور داد که کنترل اداری کوه معبد به وقف، یک شورای اسلامی، واگذار شود.